# Willa Płockiego w Toruniu
Willa Płockiego w Toruniu – modernistyczna willa dawniej należąca do inżyniera Edmunda Płockiego, znajdująca się na rogu ul. Grunwaldzkiej i św. Józefa w Toruniu. Została zbudowana w latach 30. XX wieku. W czerwcu 1930 roku Edmund Płocki otrzymał zgodę na budowę gmachu. W lipcu 1930 roku uzyskał zgodę na budowę kanalizacji, a we wrześniu 1932 roku na budowę ogrodzenia. Od 2020 roku w willi mieści się Centrum Aktywności Lokalnej, prowadzona przez Lokalną Grupę Działania dla Miasta Torunia.
Na fontannie przed willą znajdują się figurki żab, które wcześniej stanowiły element fontanny flisaka na Starym Mieście w Toruniu.